# Carlo Favre
Carlo Favre (pron. fr. AFI: [favʁ]) (Nus, 2 febbraio 1949) è un ex fondista italiano.

## Biografia
Nato nel 1949 a Nus, in Valle d'Aosta, ha partecipato a 2 Olimpiadi (1972 Sapporo e 1976 Innsbruck) e 2 Mondiali (1970 Visoké Tatry, come riserva, e 1974 Falun) nello sci di fondo.
A 23 anni ai Giochi olimpici di Sapporo 1972, ha chiuso 24º (primo degli italiani) nella 15 km con il tempo di 47'59"07 e 9º nella staffetta 4×10 km in 2h12'07"11, insieme a Elviro Blanc, Renzo Chiocchetti e Ulrico Kostner.
Quattro anni dopo ha preso parte di nuovo alle Olimpiadi, quelle di Innsbruck 1976, dove però non riuscì a terminare la gara della 50 km, a causa di un clamoroso errore nella sciolinatura che costrinse al ritiro l'intera squadra azzurra, composta anche da Roberto Primus, Tonino Biondini e Ulrico Kostner.
A livello internazionale i suoi migliori risultati sono stati: il 4º posto nella staffetta (con Attilio Lombard e Gianfranco Stella) di Le Brassus nel 1970 (miglior tempo assoluto sul giro), il 4º posto nella 15 km di Castelrotto vinta dal russo Anatoly Akentyev nel 1971, il 12º posto nella 50 km di Holmenkollen vinta dal finlandese Juha Mieto nel 1973 e il 3º posto nella staffetta (con Tonino Biondini e Renzo Chiocchetti) della Val di Sole nel 1974, battendo in volata lo svizzero Eduard Hauser.
Ai campionati italiani ha vinto: 2 ori (1972 e 1974) nella 50 km, 2 ori (1973 e 1974) nella 30 km, 1 argento (1974) nella 15 km e 3 ori (1970, 1971 e 1974) nella staffetta con il Gruppo Sportivo Forestale.
Ha vinto la Marciagranparadiso di Cogne 3 volte (1975, 1978 e 1979).
Finita la carriera sportiva ha proseguito fino al grado di maresciallo nel Corpo Forestale dello Stato in Piemonte e parallelamente è stato allenatore del comitato regionale dell'Associazione Sport Invernali della Valle d'Aosta (ASIVA) per circa quindici anni. Inoltre ha ideato e contribuito alla creazione della pista di sci di fondo di Saint-Barthélemy a Nus. 
Istruttore nazionale e maestro di sci, è stato allenatore dello Sci Club Gran San Bernardo di Saint-Rhémy-en-Bosses dal 1998 al 2020.